# Gare des Facultés
La gare des Facultés est une gare ferroviaire marocaine de la ligne de Casa Port à l'Aéroport Mohammed V, située dans le quartier universitaire de la ville de Casablanca.
Gare de Office national des chemins de fer (ONCF), elle est desservie par des trains du réseau Al Bidaoui. Une station du tramway, Gare de Casa-Sud, est située à proximité.

## Situation ferroviaire
La gare des Facultés est située sur la ligne de Casa Port à l'Aéroport Mohammed V entre les gares de l'Oasis et d'Ennassim.

## Service des voyageurs

### Intermodalité
La gare est desservie par une station de la ligne T1 du tramway : Gare de Casa-Sud.
A 500 mètres se trouve un arrêt de bus Casabus (Facultés - Route d'El Jadida) des lignes 16 et 306.

## Projet de gare multi-modale
Un projet est en cours, pour la création d'une gare multi-modale, à l'horizon 2025, portant le nom de « Gare de Casa-Sud ». Elle réunirait la gare ferroviaire des Facultés et la station du tramway « Gare de Casa-Sud ». il est également prévu de la doter de quais supplémentaires pour le futur TGV.